# Protaetia ochroplagiata
Protaetia ochroplagiata är en skalbaggsart som beskrevs av Heller 1895. Protaetia ochroplagiata ingår i släktet Protaetia och familjen Cetoniidae. Inga underarter finns listade i Catalogue of Life.